# Jenny Body
Jenny Body OBE es una ingeniera aeroespacial británica, expresidenta de la Royal Aeronautical Society del Reino Unido (RAeS) y primera mujer en llegar a serlo.

## Trayectoria
Body, cuyo padre era ingeniero aeroespacial, era la única mujer de su clase de física en la escuela secundaria de Bristol. En 1971 se convirtió en aprendiz de ingeniería mecánica en la British Aerospace. Estudió en el Imperial College London, la Escuela Imperial de Londres.
Trabajando en el grupo de aviónica de British Aerospace, Body creó el software para el avión fly-by-wire. Estableció el programa Next Generation Composite Wing Programme, el mayor programa Aersopace del Reino Unido hasta la fecha. En 2009 creó el comité Women in Aviation and Aerospace. En 2002 fue nombrada directora de ingeniería del equipo de diseño de alas de Nimrod. Ha sido directora técnica de ensamblaje de alas.
En 2013, Body se convirtió en la primera mujer en ocupar la presidencia de la Royal Aeronautical Society (RAeS), desde su creación en 1866. Durante su mandato como presidenta aplicó la perspectiva de género en las carreras STEM y se centró en el desarrollo de las capacidades técnicas de las mujeres, tratando de inspirar y motivar a los jóvenes para que consideraran la posibilidad de hacer carreras en ingeniería aeroespacial. En 2014, anunció la firma de un memorando de entendimiento entre la Asociación de Mujeres de la Aviación Internacional y la Royal Aeronautical Society para reclutar a mujeres y aumentar sus conocimientos en la industria de la aviación. Representa regularmente a la sociedad hasta el día de hoy, otorgando premios y concediendo entrevistas a la prensa. Habló de la falta de competencias en el sector aeroespacial en la BBC Radio Norfolk.
El 16 de julio de 2016, la Universidad del Oeste de Inglaterra le otorgó un doctorado honorífico. Forma parte de la Junta Asesora del Centro de Investigación de Estudios de Empleo del Reino Unido.
Body es miembro de la Royal Aeronautical Society. En 2013 se convirtió en miembro del City and Guilds of London Institute y en 2010 recibió la Orden del Imperio Británico por sus servicios a la ingeniería. En 2010, se retiró de Airbus, donde fue la ingeniera de más alto rango. Fue miembro del Comité de Diversidad de la Royal Society entre 2015 y 2017 Trabaja en la Estrategia de Diversidad de la Royal Aeronautical Society Education and Skills Committee. Es presidenta del Comité de Educación y Habilidades de la Royal Aeronautical Society. Forma parte de la red STEM de la British Computer Society Women. Es embajadora de Aerospace Bristol.